# Пакет (фільм)
«Пакет» — радянський чорно-білий художній телефільм, поставлений режисером Володимиром Назаровим за однойменною повістю Л. Пантелєєва. У 1966 році фільм «Пакет» отримав Головний приз на Міжнародному кінофестивалі в Празі.

## Сюжет
Дія відбувається в роки Громадянської війни. Герой фільму, 19-річний Петя Трофімов, служить в особливому загоні комісара Заварухіна. Обстановка навколо складна: зліва напирає генерал Шкуро, праворуч — генерал Мамонтов. В один із днів Заварухін викликає Петю до себе і передає пакет, який необхідно доставити особисто командармові Будьонному. Намагаючись подолати річку, Трофімов втрачає і коня, і пакет, а пізніше потрапляє в білогвардійський полон. У штабі він просить дозволу зняти чоботи і виявляє, що пакет знаходиться під халявою. Пам'ятаючи, що в листі — секретні дані, Петя вирішує його з'їсти. Часовий Зиков, спостерігаючи за Петіними діями, не промовляє ні слова. Під час допиту Петя, який не встиг дожувати пакет, відмовчується. Білогвардійці, вирішивши, що він сам собі відкусив язик, відправляють полоненого в амбулаторію до сільського лікаря. Після недовгого медичного обстеження Петя в супроводі Зикова рухається назад. При цьому Зиков вибирає дивний шлях: вони виходять за межі села. Коли білогвардійський штаб залишається далеко позаду, Зиков виймає з кишені золоті погони і пришпилює їх Петі — для маскування. Пізніше, під час відпочинку на сіннику, Зиков розповідає, що служить у білих не по своїй волі — його мобілізували. Ці погони грають свою роль в той момент, коли Петя і Зиков натикаються на загін червоногвардійців. У те, що вони — «свої», ніхто не вірить. Зикова ранять. Петю вирішують розстріляти. Перед смертю він знову знімає чоботи. З-під онучі випадає шматок паперу. Поглянувши на обривок листа, комісар Бєлопольський впізає почерк Заварухіна і скасовує вирок. Петю і пораненого Зикова укладають на тачанку, і вони в супроводі червоноармійців їдуть до Будьонного.

## У ролях
- Валерій Золотухін — червоноармієць Петя Трофімов
- Борис Юрченко — Василь Зиков
- Анатолій Кузнецов — комісар Бєлопольський
- Борис Новиков — підпоручик Гібель
- Павло Шпрингфельд — старий-пасічник
- Геннадій Сайфулін — комісар Заварухін
- Гавриїл Бєлов — червоний командир
- Валентин Голубенко — червоноармієць Голубенко
- Леонід Чубаров — білий козак Котьоночкін
- Олексій Бахарь — білий козак
- Сергій Голованов — білий генерал
- Микола Новлянський — лікар

## Знімальна група
- Режисер —  Володимир Назаров
- Сценарій — Євген Котов, Л. Пантелєєв
- Оператор —  Володимир Яковлєв
- Композитор —  Олексій Муравльов
- Художники —  Михайло Карташов, Леонід Платов
- Монтаж — Катерина Карпова